# Skønhedspletter (album)
Skønhedspletter er Gnags' 19. studiealbum, udgivet i 2002 på pladeselskabet RecArt. Det er det første Gnags-album med Mika Vandborg og Bastian Sjelberg som fuldgyldige medlemmer.
Albummet fik en overvejende positiv modtagelse i pressen. I Gaffa skrev Jan Opstrup Poulsen bl.a. i sin anmeldelse, at "Skønhedspletter er [...] tæt på at være et genfødt Gnags, der med ét har fundet den lette melodiske tone i en række farverige sange". Også Politikens anmeldelse var positiv: Erik Jensen skrev bl.a., at Gnags "har gjort deres ypperste for at få det her til at vibrere og leve. Hvilket lykkes til fulde. 'Skønhedspletter' strutter af energi og melodi."  I Jyllands-Posten betegnede Uffe Christensen albummet som "helstøbt". Mindre positiv var Berlingske Tidende, hvor albummet blev betegnet som "for pænt". Ifølge anmelderen Thomas Søie Hansen indeholdt det mange fine momenter, som "desværre overdøves af en alt for pæn og stilsikker helhed".

## Numre
1. "Moonlight" (3:29)
2. "Udbrændt fakkel i en rendesten" (3:37)
3. "Solskin i februar" (3:47)
4. "Som vinden blæser" (3:50)
5. "Mesterfotografen" (3:42)
6. "Sådan en helt almindelig dag" (3:15)
7. "Ulykkesfugle" (3:26)
8. "Bare det årlige check" (2:34)
9. "Kys mig" (3:07)
10. "Selvopfyldte Profetier" (3:37)
11. "Gyngernes sang" (2:51)
12. "Svanedun i sneen" (3:01)
13. "Stjernerne om nætterne" (4:25)

Tekst og musik: Peter A.G. Nielsen